# Борки (Нижньогородська область)
Борки (рос. Борки) — село в Вознесенському районі Нижньогородської області Російської Федерації.
Населення становить 88 осіб. Входить до складу муніципального утворення Бутаковська сільрада.

## Історія
Від 2004 року входить до складу муніципального утворення Бутаковська сільрада.

## Населення
| 1999 | 2002 | 2010 |
| ---- | ---- | ---- |
| 141  | ↘125 | ↘88  |